# Stalin (livro)
Stalin é uma biografia em dois volumes de Josef Estaline, escrita por Leon Trotsky de 1938 a 1940. O segundo volume não foi concluído devido ao assassinato do autor. A publicação foi atrasada pela editora devido à entrada dos Estados Unidos na Segunda Guerra Mundial.[carece de fontes?] A obra foi publicada após o início da Guerra Fria. O livro tem uma orientação antistalinista. Trótski acusa o líder soviético de cometer uma série de crimes, incluindo o envenenamento de Vladimir Lenin. Foi traduzido para vários idiomas; publicado pela primeira vez na União Soviética em 1990.

## História
Nos últimos anos de sua vida no México, Leon Trotsky esteve ocupado preparando uma grande obra sobre o líder soviético Josef Stalin. Sendo expulso da URSS|, Trotsky coletou documentos e acumulou materiais sobre como o "pequeno funcionário bolchevique" poderia se tornar o "ditador totalitário" da Rússia Soviética, "garantir para si um poder verdadeiramente ilimitado". O objetivo da obra era apenas uma tentativa de limitar a influência de Stalin, ou mesmo retirá-lo do poder, embora o próprio autor afirmasse estar preparando uma obra histórica, e não teórica e polêmica.
No exílio, Trotsky publicou numerosos artigos não apenas sobre a situação na União Soviética. Deve-se notar que inicialmente Trotsky não planejava escrever uma biografia extensa de Stalin: ele estava mais interessado na obra sobre Karl Marx e Friedrich Engels, ou na biografia de Vladimir Lenin, ele até fez um acordo com a editora Doubleday e recebeu uma taxa. Mas na primavera de 1938, em sua pesquisa, ele mudou para a personalidade de Stalin.
Experimentando naquela época uma extrema necessidade de fundos, sendo forçado a pedir dinheiro emprestado a amigos, Trotsky decidiu publicar a primeira parte do livro antes de concluir o trabalho sobre a "biografia política" em sua totalidade: assim, a obra tornou-se em dois volumes. O primeiro volume seria publicado imediatamente, comparável à autobiografia publicada anteriormente "Minha Vida", e receber uma taxa decente por isso. Mas, levado pela biografia de seu principal adversário político, várias vezes perdeu o prazo para a publicação do livro.

## Crítica
De acordo com os autores da biografia de quatro volumes de Trotsky, Yuri Felshtinsky e Georgy Chernyavsky, Lev Davidovich foi o primeiro que "totalmente armado com fatos e documentos" propositalmente e consistentemente começou a "expor a política do ditador soviético": por exemplo, ele foi praticamente o primeiro a falar sobre o conflito entre Stalin e Lenin nos últimos meses da vida do chefe do Conselho de Comissários do Povo, e também expôs de forma convincente o falso testemunho de Stalin de 1924 sobre o recebimento de uma carta "profundamente significativa" de Vladimir Ilyich no final de 1903. Para resolver esse problema, ele não negligenciou as características das qualidades pessoais do líder, muitas vezes chamando a atenção do leitor. Felshtinsky e Chernyavsky acreditavam que o ponto forte do livro de Trotsky é o conhecimento direto do autor dos "labirintos, becos sem saída e corredores" do Kremlin, o que, em certo sentido, compensa o engajamento do ex-Comissário do Povo, que considerava Stalin seu inimigo pessoal. A antipatia pessoal de Stalin por Trotsky. era mútuo desde seu primeiro encontro em Viena em 1913, e gradualmente se desenvolveu em "ódio ardente".
Esta opinião estava de acordo e outro biógrafo de Trotsky, Isaac Deutscher, que argumentou que o líder soviético foi trazido aqui na forma de vilão sombrio e malvado que parece um macaco, que se esgueira até as alturas do poder. O historiador Yuri Yemelyanov usa uma comparação semelhante: Stalin no livro é como um supervilão do "Inferno". "A irrealidade da imagem criada pelo geralmente 'pedante' Trotsky é impressionante para quem? Deutscher critica os detalhes excessivos e a frequente repetição encontrada no livro, mas observa que a razão para isso pode ser o trabalho geral incompleto. Na verdade, apenas duas qualidades foram atribuídas a Stalin: intriga e a capacidade de manipular as pessoas.

### A burocracia de Stalin
O pesquisador americano, Graham Gill observou que Trotsky, em um esforço para minimizar o papel da personalidade na história em geral (e a personalidade de Stalin, em particular), descreveu o ditador soviético "como um representante de forças burocráticas", subestimando a independência de Joseph Vissarionovich e o apoio fornecido para ele pessoalmente. Felshtinsky e Chernyavsky concordam com este julgamento, dando um esclarecimento: Lev Davidovich, acredita que a "mediocridade de gênio" de Stalin é um "produto da máquina burocrática", ao mesmo tempo, ele considerou essa "máquina" em si como um produto da vontade de Stalin.
Eles também notam parte da "fixação" de Trotsky nos aspectos negativos da personalidade do líder bolchevique – sua crueldade, vingança, prudência, hipocrisia e suspeita, juntamente com o preconceito étnico contra judeus, o que indica que essa pessoa não era apenas um objeto abstrato para o autor estudar. Os biógrafos acreditam que, desta forma, o ex-comissário do povo queria "inspirar-se com um senso de consolação": ele foi derrotado (privado do poder) não por Stalin pessoalmente, mas pelo próprio "curso do processo histórico" na Rússia, por algumas "forças sociais" anônimas.

### O envenenamento de Lenin
Com base na opinião do historiador Boris Ilizarov sobre a "sóbria crueldade" de Trotsky, Trotsky em relação a Stalin, Chernyavsky e Felshtinsky observam a "falta de sobriedade" do livro, levando a contradições nos julgamentos do ex-chefe do Exército Vermelho: Trotsky, por exemplo, dá dois julgamentos mutuamente exclusivos de Lenin sobre a personalidade de Stalin. Talvez a razão para isso tenha sido a morte inesperada de Lev Davidovich, que não lhe permitiu corrigir o texto e eliminar julgamentos conflitantes.
Entre outras coisas, no livro, os críticos estão interessados na atitude de Trotsky em relação a rumores, fofocas e ficção sobre a cooperação de Stalin com o Okhrana, ele os rejeitou. Ao mesmo tempo, ele se detém em detalhes sobre a infância de seu "protagonista": sua família, origem, anos de escola. O caráter “sinistro” de Stalin, segundo Lev Davidovich, não mudou em nada, não evoluiu desde a infância: “o monstro não se forma, não cresce, existe quase desde o início…” O professor Baruch Knei-Pac caracterizou esta parte da obra de Leon Trotsky como uma tentativa de demonizar Stalin, por causa da qual o autor cruza a "linha tênue" que separa fatos de fantasias; Podemos dizer que tanto Stalin quanto Trotsky viveram na década de 1930 em um mundo que eles próprios criaram, no qual "cada um se alimentava das fantasias do outro".
Um lugar especial, segundo os críticos, foi ocupado no livro por aquela parte que falava do "envenenamento de Lênin" por Stalin - antes já era dublado por Trotsky no artigo "Superborgia no Kremlin ", não publicado pela revista Life, mas depois aparecido no jornal Liberty. De acordo com Deutscher, a acusação, lançada pela primeira vez contra o líder soviético quase 20 anos após o "crime", caracterizou o estado psicológico de Lev Davidovich ( que recentemente perdeu seu filho ) e não os eventos reais da época. Mais seriamente a esta versão da morte, " o líder do proletariado mundial "tratou Cherniavsky e Felshtinsky, bem como um filósofo, Vadim Rogovin.